# 澳門巴士15T路線
澳門巴士15T路線是由新福利經營，往返黑沙海灘和蝴蝶谷大馬路的臨時巴士路線。

## 簡介及歷史

### 15X路線
- 2017年5月6日，25路線縮短至路環市區，不再前往竹灣及黑沙，引起社會強烈反響，各大報章罕有地多次刊出與本措施相關的報導，[1][2][3]澳門日報更於2017年6月5日在A3版「新聞焦點」以半版刊載本事。[4][5][6]

- 2017年6月10日至10月31日，當局於周末及公眾假期開設本線接駁往返海蘭花園／黑沙及蝴蝶谷大馬路。[7][8]

- 2017年7月15日起，本線遷移總站至黑沙海灘，原有的總站改為中途站。[9]

- 2017年8月19日，新增停靠「九澳高頂燒烤公園」、「九澳高頂馬路」站。[10]

- 2017年10月29日，本線尾班車抵達總站後停止營運。[11]

### 15T路線
- 2018年4月21日，為配合實施巴士新收費，本線改為15T路線。

- 2020年7月4日起，因疫情關係，本線提早停駛。[12]

- 2022年，受九澳高頂馬路九澳水庫擴容工程影響，需改為繞道路環駛往黑沙海灘，經綜合考量，本線在該年暫停服務。[13]

- 2023年4月29日至10月29日，本線恢復營運。[14]

- 2024年5月4日至10月27日，為方便市民前往黑沙海灘游泳，本線提供服務。[15]

## 本線特色
- 本線為首條行駛九澳高頂馬路的路線。

## 使用車輛
2018年前：
- 蘇州金龍KLQ6108GQ28E4
- 蘇州金龍KLQ6108GQ28

2019年起：
- 三菱Rosa

2023年起：
- 蘇州金龍KLQ6106GHEV
- 蘇州金龍KLQ6960GQE5

2025年起：
- 蘇州金龍KLQ6106GHEV
- 蘇州金龍KLQ6106GHEV1

## 電牌
| 往石排灣方向    | 往石排灣方向 | 往石排灣方向 |
| 日期            | 頭牌         | 圖例         |
| --------------- | ------------ | ------------ |
| 開線至今        | 蝴蝶谷大馬路 |              |
| 往黑沙方向      |              |              |
| 日期            | 頭牌         | 圖例         |
| 2017年7月15日前 | 黑沙         |              |
| 2017年7月15日起 | 黑沙海灘     |              |

## 路線資料

### 收費
| 收費類別     | 收費類別                      | 收費類別             | 費用 |
| ------------ | ----------------------------- | -------------------- | ---- |
| 現金         | 現金                          | 現金                 | $6.0 |
| 境外支付工具 | 支付寶（內地及香港）          | 支付寶（內地及香港） | $6.0 |
| 境外支付工具 | 雲閃付 非綁定澳門銀聯卡       |                      | $6.0 |
| 境外支付工具 | 微信支付（內地及香港）        |                      | $6.0 |
| 境外支付工具 | 交通聯合 非澳門發行的全國通卡 |                      | $6.0 |
| 境內支付工具 | 澳門通                        | 全民卡               | $3.0 |
| 境內支付工具 | 澳門通                        | 學生卡               | $1.5 |
| 境內支付工具 | 澳門通                        | 長者卡               | 免費 |
| 境內支付工具 | 澳門通                        | 殘疾卡               | 免費 |
| 境內支付工具 | 聚易用＋                      | 聚易用＋             | $3.0 |

### 服務時間及班距
| 服務時間                    | 星期一至五 | 例假日 （含公眾假期） |
| --------------------------- | ---------- | --------------------- |
| 黑沙海灘                    | 停駛       | 11:00-19:30           |
| 班距                        | 停駛       | 10-22分鐘             |
| 懸掛8號風球後即時開出尾班車 |            |                       |

### 路線停站
| 15T  | 黑沙海灘 ↺ 蝴蝶谷大馬路 | 黑沙海灘 ↺ 蝴蝶谷大馬路 |
| 序號 | 循環線                  | 循環線                  |
| 序號 | 站號                    | 站名                    |
| 1    | C669                    | 黑沙海灘                |
| 2    | C687                    | 海蘭花園／黑沙          |
| 3    | C681                    | 黑沙水庫-1              |
| 4    | C697                    | 九澳高頂燒烤公園        |
| 5    | C688/1                  | 和諧廣場／業興大廈      |
| 6    | C690/1                  | 蝴蝶谷大馬路總站        |
| 7    | C689/1                  | 和諧廣場／樂群樓        |
| 8    | C698                    | 九澳高頂馬路            |
| 9    | C679                    | 黑沙水庫-2              |
| 10   | C669                    | 黑沙海灘                |

## 客量
- 根據2020年公報，本線在2019年度尖峰時段共開出2,099班次，乘車人次為12,235人次，平均每班接載5.8人次。

## 圖片集

### 15X路線時期

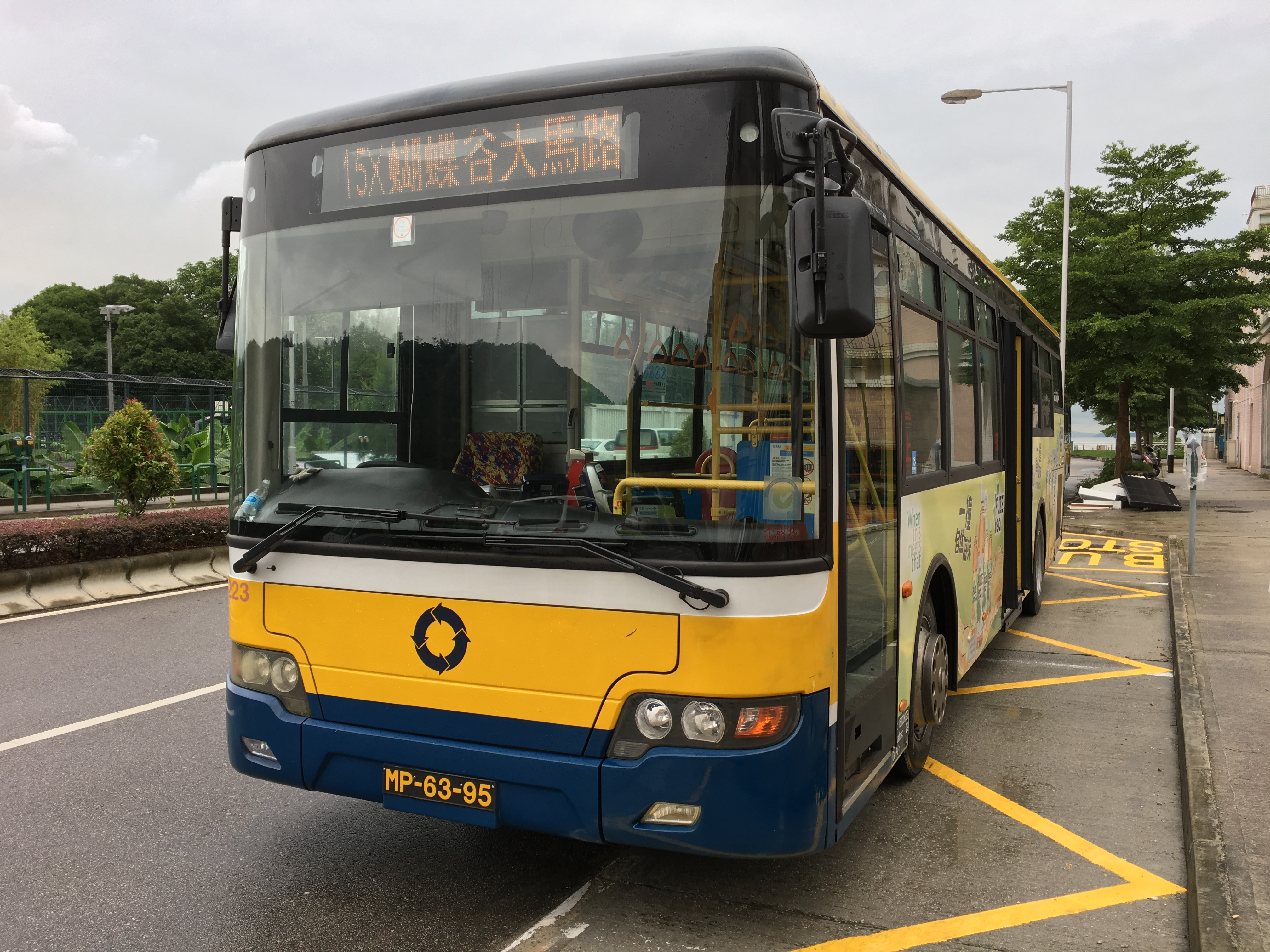
蘇州金龍KLQ6108GQ28
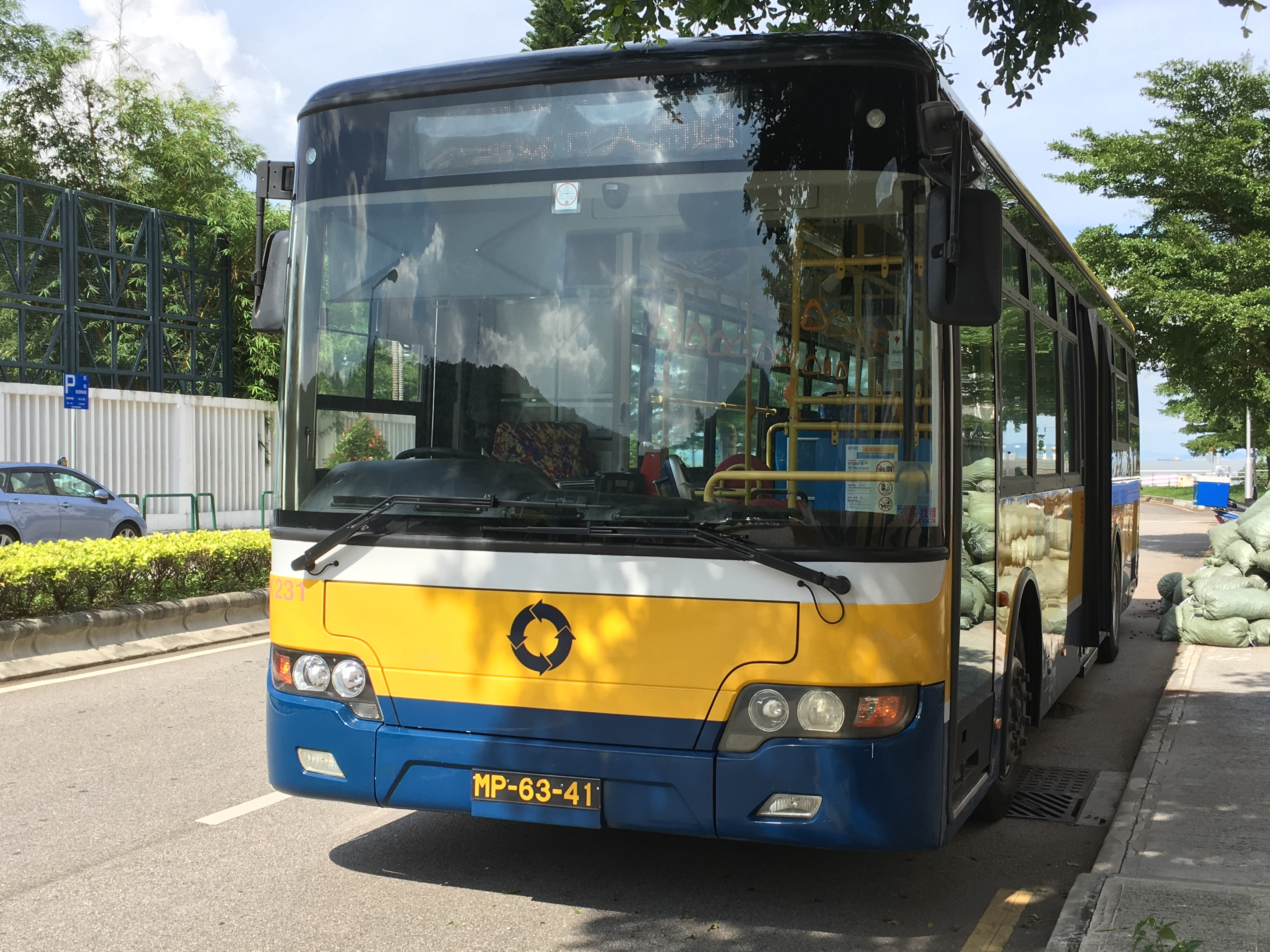
蘇州金龍KLQ6108GQ28

### 15T路線時期

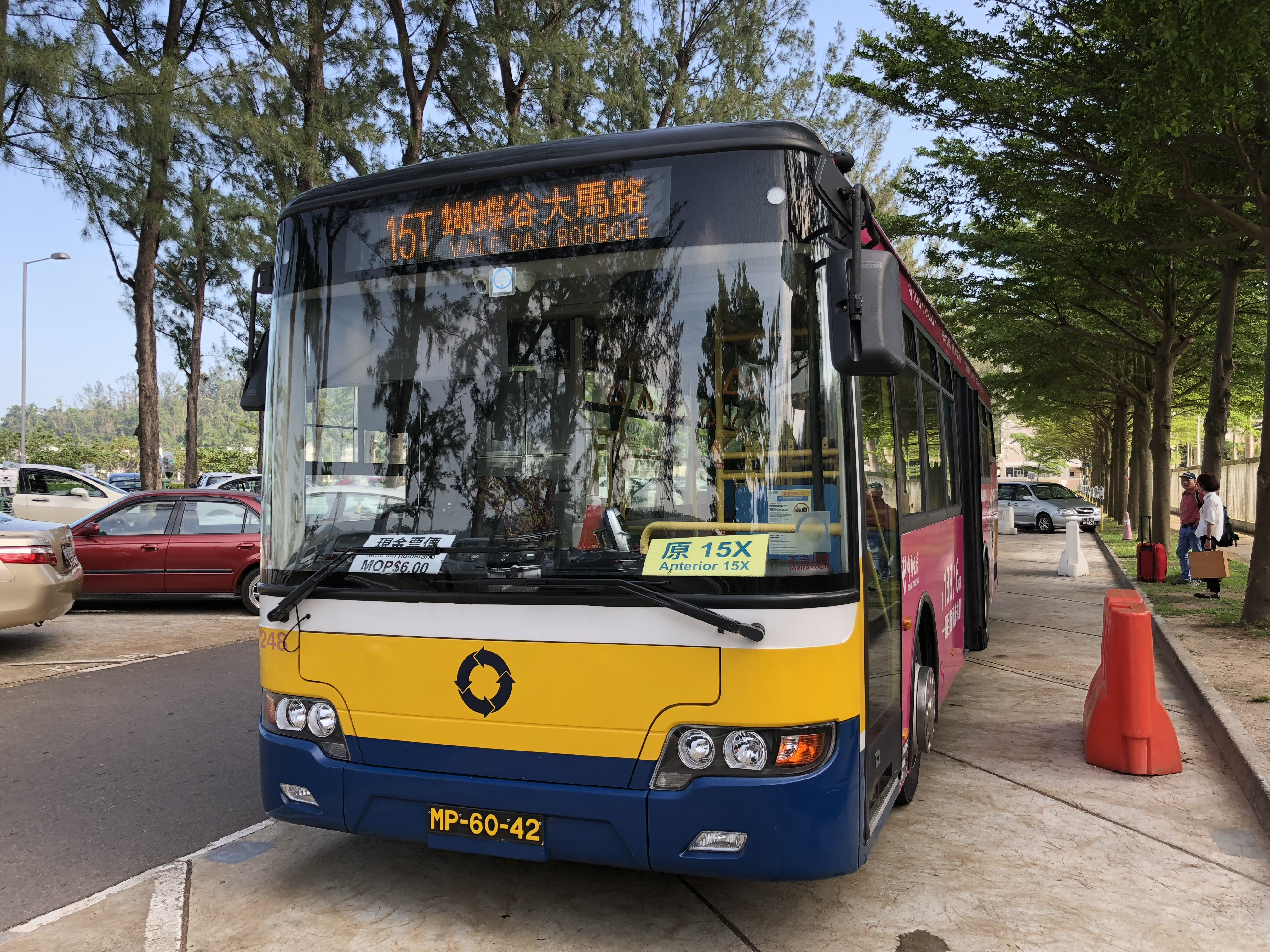
蘇州金龍KLQ6108GQ30
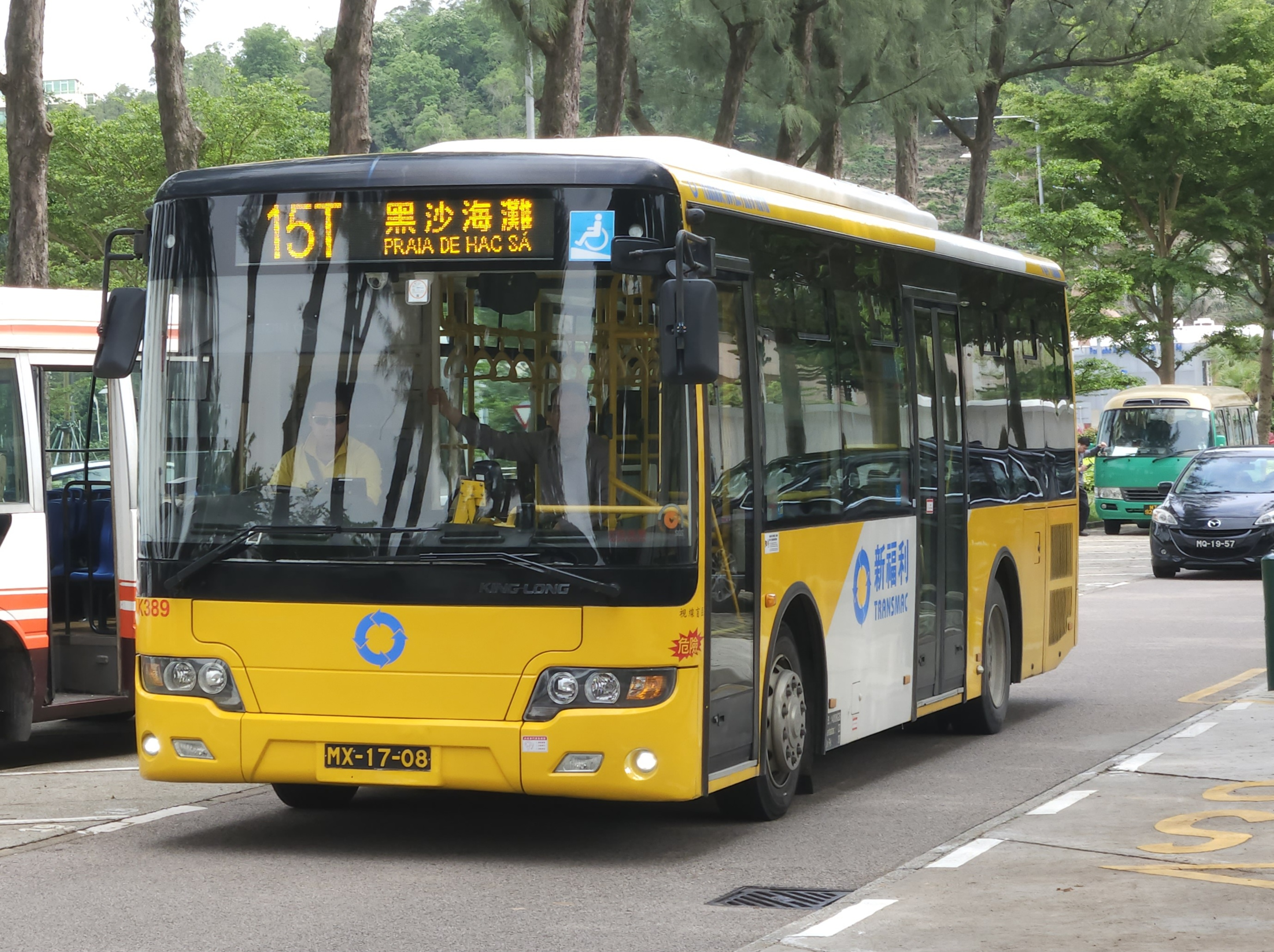
蘇州金龍KLQ6960GQE5
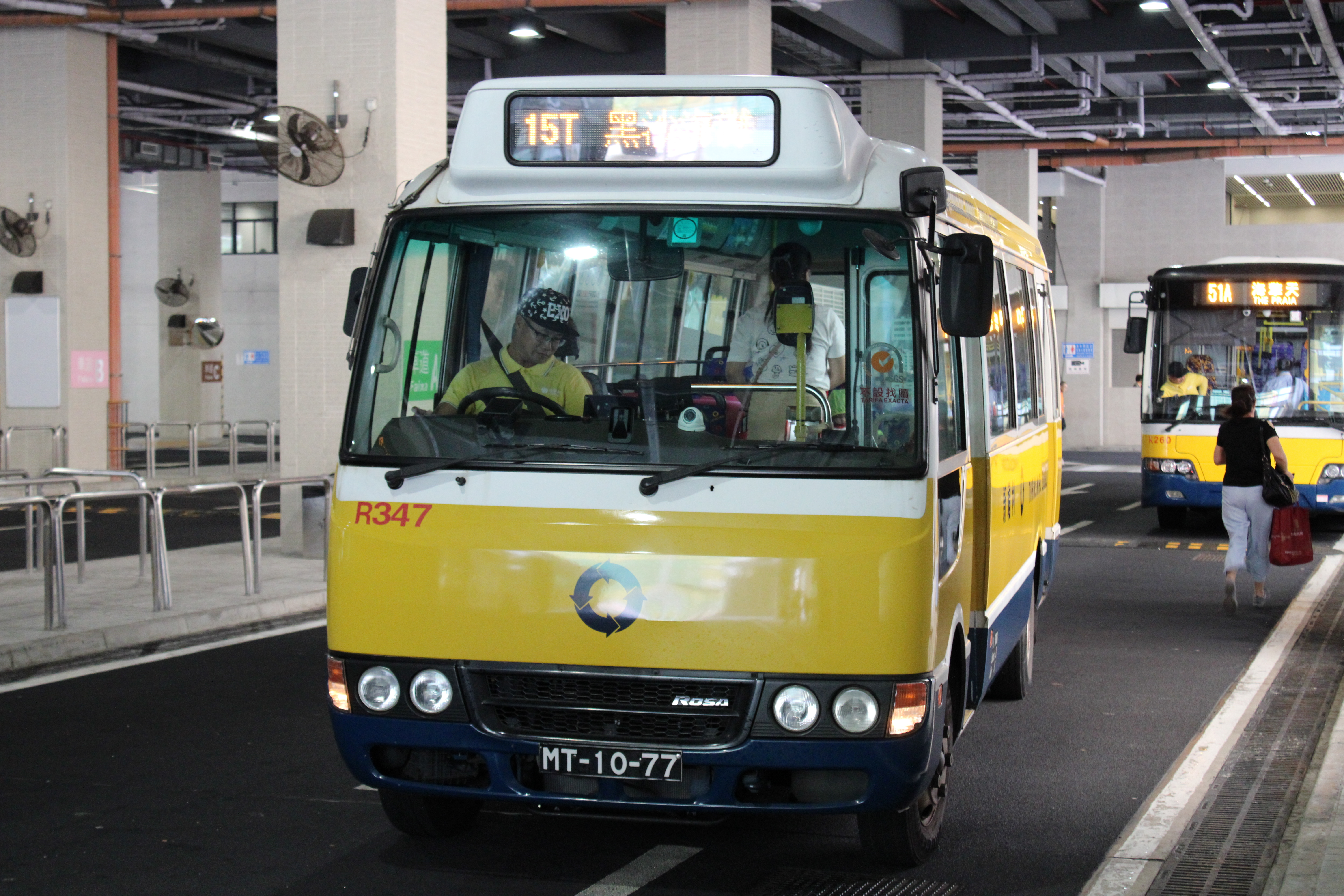
三菱Rosa
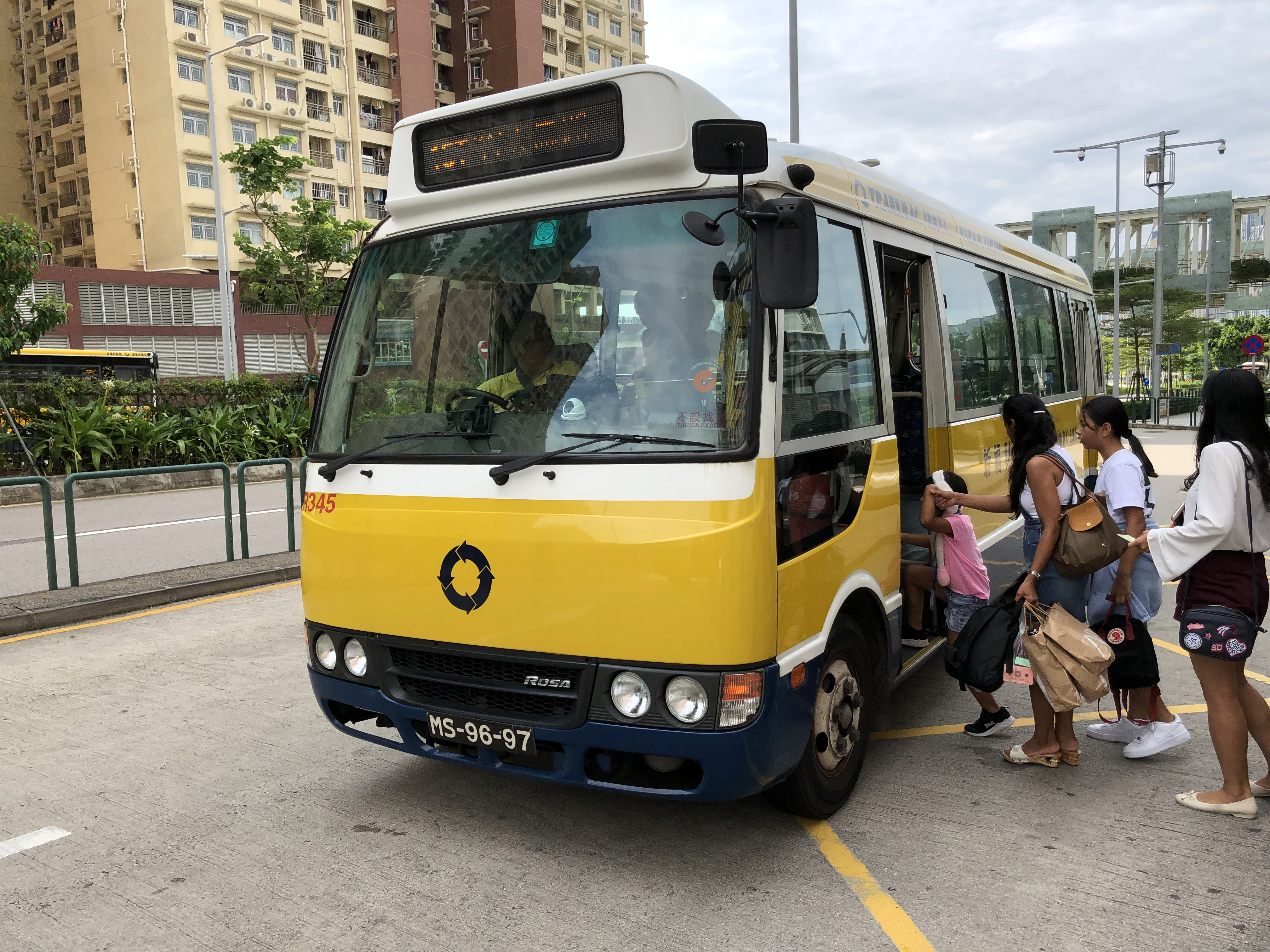
三菱Rosa
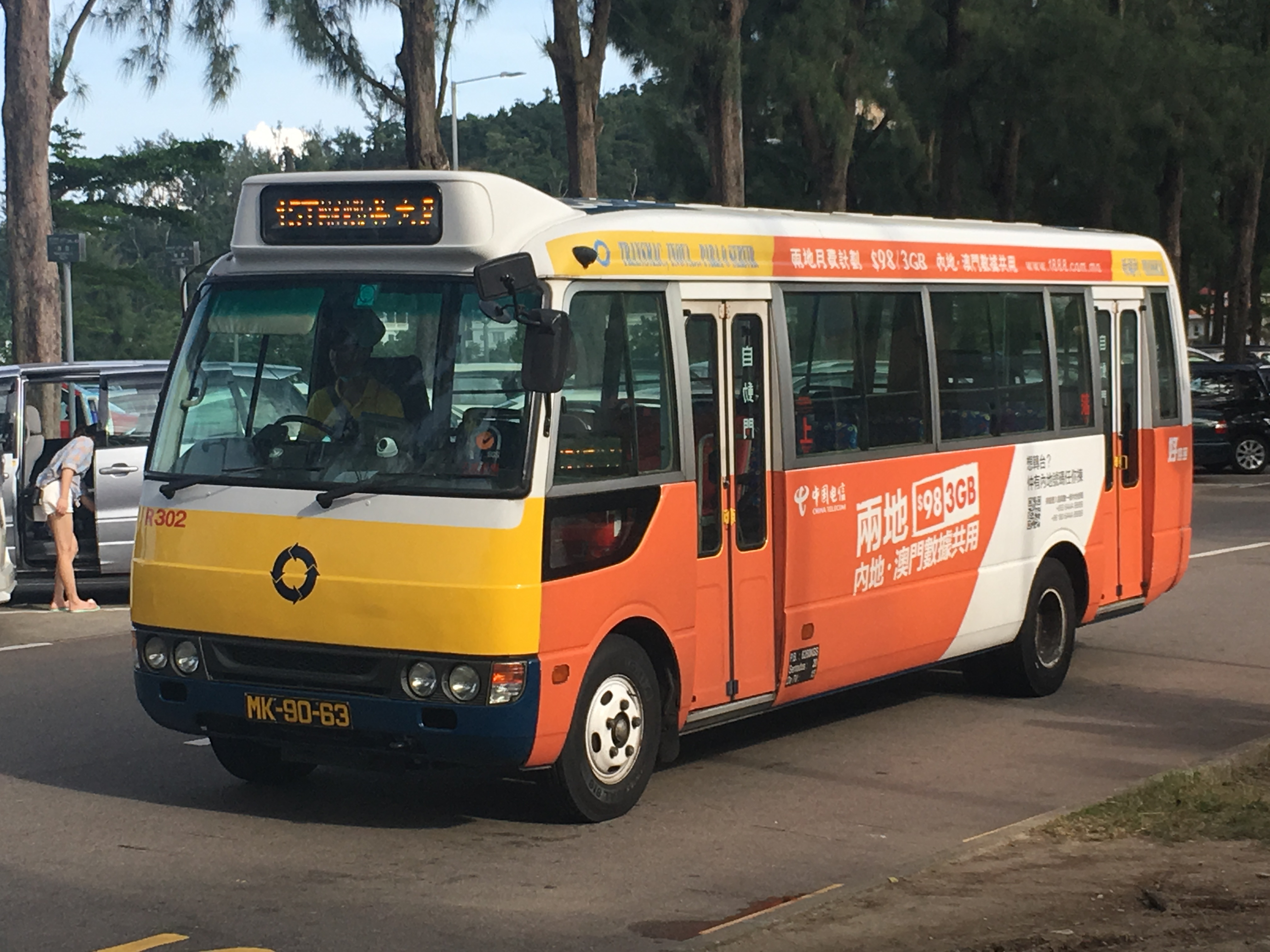
三菱Rosa
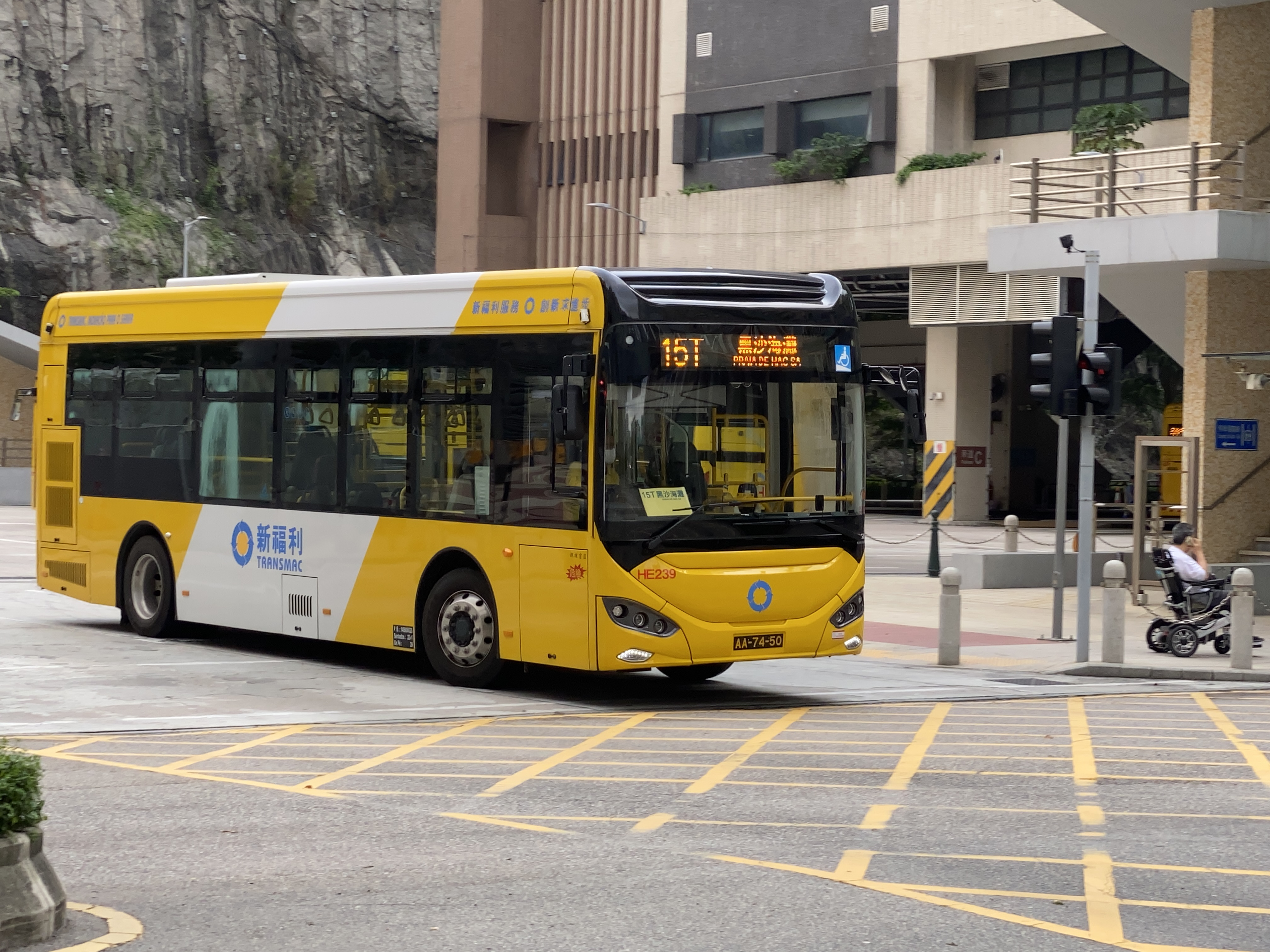
蘇州金龍KLQ6106GHEV
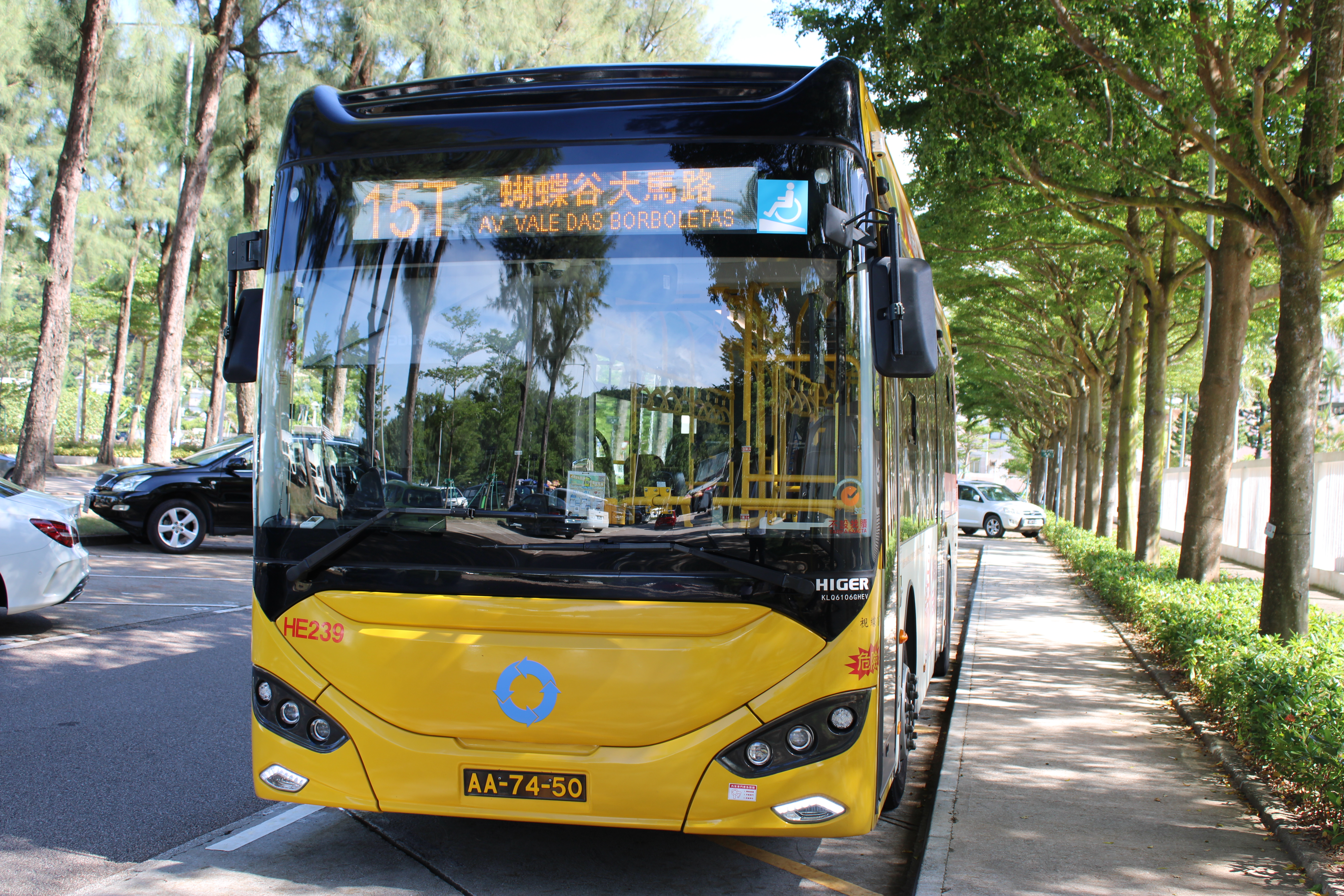
蘇州金龍KLQ6106GHEV
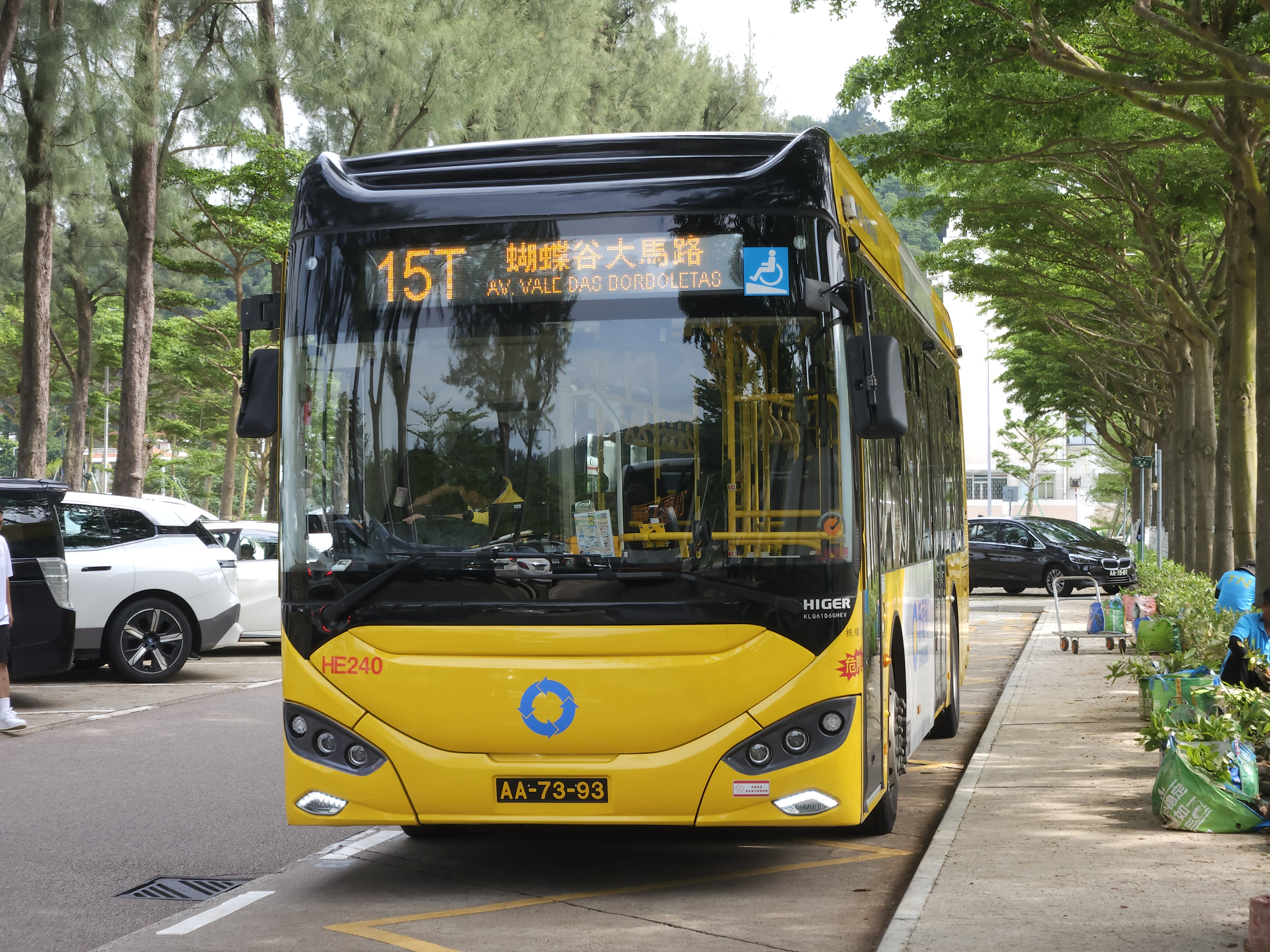
蘇州金龍KLQ6106GHEV
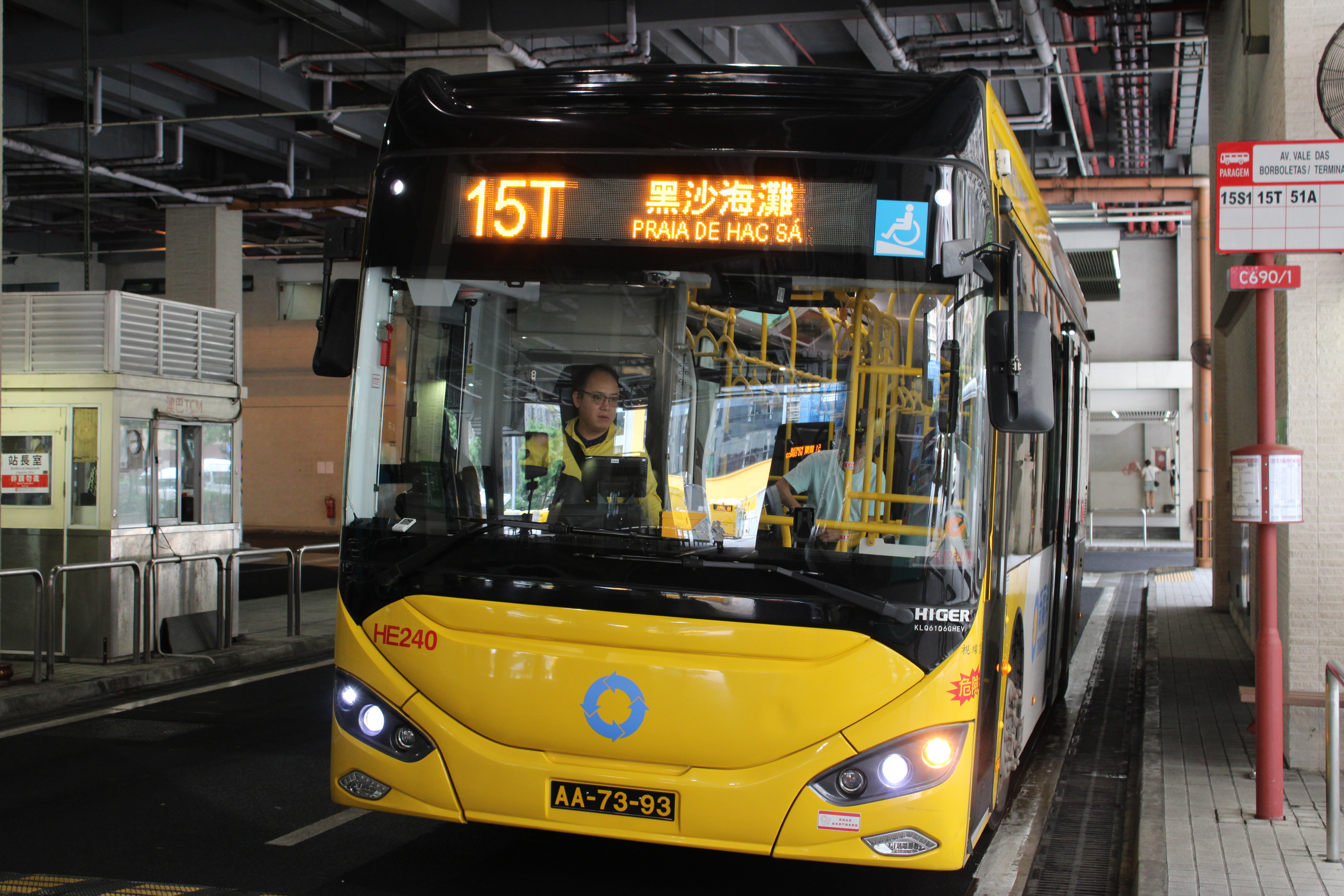
蘇州金龍KLQ6106GHEV

## 外部連結
- 澳門新福利公共汽車有限公司（官方網站） （页面存档备份，存于）